# پسماند غذایی
پسماند غذایی، ضایعات غذایی یا دورریز غذا یعنی غذایی که دور ریخته می‌شود یا ناخورده باقی می‌ماند. آمارها نشان می‌دهد بین یک‌دوم تا یک‌سوم تمام غذایی که در جهان تولید می‌شود، هدر می‌رود.

## آمارها
کاهش میزان غذایی که به هدر می‌رود به‌عنوان یکی از عناصر کلیدی در توسعه سیستم غذایی پایدار مطرح است. مطابق با گزارش‌های بین‌المللی، تقریباً یک‌سوم غذای تولیدشده در سراسر جهان به هدر می‌رود. این اتلاف معادل مصرف ۲۵۰ کیلومترمکعب آب، به‌کارگیری ۱٫۴ میلیارد هکتار از اراضی قابل‌کشت و اضافه نمودن ۳/۳ میلیارد تن گازهای گلخانه‌ای به اتمسفر زمین است. این امر در شرایطی رخ می‌دهد که بشر با کمبود منابع طبیعی مواجه بوده و بیش از ۲/۲ میلیارد نفر در سراسر جهان نزدیک به فقر یا در فقر مطلق به سر می‌برند.
اتلاف مواد غذایی منجر به کاهش توده غذایی خوراکی در سراسر زنجیره تأمین مواد غذایی شده که به‌طور خاص منجر به کاهش غذای خوراکی برای مصرف انسان می‌گردد. با توجه به اینکه تا سال ۲۰۵۰ جمعیت جهان بالغ‌بر ۹٫۳ میلیارد نفر خواهد بود، ضروری است ضایعات غذایی با امید به افزایش میزان غذای در دسترس برای مصرف و کاهش قیمت غذا کاهش یابد. از طرفی نگرانی در خصوص از دست دادن منابع طبیعی کمیاب همچون زمین، آب و انرژی وجود دارد که ورودی‌ها در سیستم تولید غذا محسوب می‌شوند. بر طبق گزارش‌ها ۱۰درصد از کل بودجه انرژی، ۵۰ درصد از زمین‌های زراعی و ۸۰ درصد مصرف آب شیرین ایالات متحده برای انتقال مواد غذایی از مزرعه تا سفره بکار می‌رود که با دورریز مواد غذایی به هدر می‌رود.